# Countdown (Album)
Countdown ist das erste japanische Studioalbum der koreanisch-chinesischen Boygroup Exo. Es erschien Digital am 31. Januar 2018 über Avex Trax. Auf dem Album befinden sich 9 Musikstücke, von denen fünf vorher erschienen sind und vier neue extra für das Album aufgenommene Lieder. Es ist Exos zweites Album auf dem Lay sich nicht befindet.

## Hintergrund
Anfang November 2017 kündigte SM Entertainment an das Exo ihr erstes japanisches Studioalbum im Januar veröffentlichen wird. Anfang Dezember erschien das Musikvideo zu Electric Kiss, der einzigen Single des Albums. Das Album wurde vom 24. auf den 31. Januar verschoben. Es wurde bekannt gegeben das Lay sich nicht auf dem Album befindet, da er zum Zeitpunkt der Album-Produktion in der Volksrepublik China war und an seinen Soloprojekten arbeitete. Es ist nach The War das zweite Album, auf dem er sich nicht befindet.

## Titelliste
| Nr.          | Titel                             | Text                                      | Musik                                                           | Länge |
| ------------ | --------------------------------- | ----------------------------------------- | --------------------------------------------------------------- | ----- |
| 1.           | Electric Kiss                     | Junji Ishiwatari                          | Obi Mhondere · Kyler Niko · Evan Berard                         | 3:27  |
| 2.           | Coming Over                       | Amon Hayashi                              | Andreas Öberg · Darren Smith · Drew Ryan Scott · Sean Alexander | 3:22  |
| 3.           | Love Me Right ~romantic universe~ | Oh Yoo Won · Kim Dong Hyun · Sara Sakurai | Denzil Remedios · Nermin Harambasic                             | 3:26  |
| 4.           | Lightsaber                        |                                           | Kenzie · LDN Noise · Adrian Mckinnon                            | 3:05  |
| 5.           | Tactix                            | Kamikaoru                                 | Hanif Sabzevari · Daniel Kim                                    | 3:43  |
| 6.           | Into My World                     | Sara Sakurai                              | Joonathan Kettunen · Daniel Kim                                 | 3:43  |
| 7.           | Lovin’ You Mo’                    | Amon Hayashi                              | Kay · Avenue 52 · Darren „Baby Dee Beats“ · Smith               | 3:44  |
| 8.           | Drop That                         | MQ · Jae Shim · Hidenori Tanaka           | Shaun · Jae Shim · Andreas Öberg · Maria Marcus                 | 3:36  |
| 9.           | Run This                          | Amon Hayashi                              | Mark Alvin Thompson · David Anthony Eames                       | 3:23  |
| 10.          | Cosmic Railway                    | Sara Sakurai                              | Steven Lee · Tom Hugo                                           | 4:38  |
| Gesamtlänge: | Gesamtlänge:                      | Gesamtlänge:                              | Gesamtlänge:                                                    | 35:45 |

### Charts und Chartplatzierungen
| ChartsChartplatzierungen | Höchstplatzierung | Wochen |
| ------------------------ | ----------------- | ------ |
| Japan (Oricon)           | 1 (20 Wo.)        | 20     |